# 분청사기 상감모란양류문 병
분청사기 상감모란양류문 병(粉靑沙器 象嵌牡丹楊柳文 甁)은 서울특별시 관악구, 호림박물관에 있는 조선시대의 분청사기이다. 2007년 12월 31일 대한민국의 보물 제1541호로 지정되었다.

## 개요
- 양감이 좋은 15세기의 전형적인 분청사기 형태에 특징적인 모란과 버들의 상감문양이 장식된 병이다. 크기는 높이 30.9cm, 입지름 8.5cm이며, 밑지름은 9.9cm이다.[1]

## 같이 보기
- 분청사기

## 참고 자료
- 분청사기 상감모란양류문 병 - 국가유산청 국가유산포털